# Leander (Texas)
Leander è una città degli Stati Uniti d'America, situata nello Stato del Texas, nella Contea di Williamson e in parte nella Contea di Travis.

## Infrastrutture e trasporti
La città è servita dal servizio ferroviario suburbano Capital MetroRail.